# Puskás Aréna
Die Puskás Aréna ist ein Fußballstadion im XIV. Bezirk (Zugló) der ungarischen Hauptstadt Budapest. Es entstand auf dem Grund des Népstadions von 1953, das ab 2001 den Namen der ungarischen Fußball-Legende Ferenc Puskás (1927–2006) trug und 2016 abgerissen wurde. Das neue Nationalstadion mit 67.155 Sitzplätzen beherbergt u. a. die Heimspiele der ungarischen Fußballnationalmannschaft. Die Arena, im Besitz des Fußballverbandes Magyar Labdarúgó Szövetség (MLSZ), war ein Spielort der europaweit stattfindenden Fußball-Europameisterschaft 2021. Zunächst sollte die Spielstätte ihren alten Namen behalten, wurde aber später in Puskás Aréna umbenannt.

## Geschichte

### Pläne
Das Puskás Ferenc Stadion war in die Jahre gekommen. Das Fassungsvermögen des Baus, der als Népstadion (deutsch Volksstadion) einst über 100.000 Zuschauer beherbergen konnte, musste in den letzten Jahren aus Sicherheitsgründen bis auf 28.300 abgesenkt werden.
Schon im Oktober 2008 wurden Pläne für ein neues Nationalstadion bekannt. Es sollte 31.200 überdachte Plätze bieten und bei Bedarf um 12.500 Plätze erweiterbar sein. Darin enthalten waren 34 V.I.P.-Boxen, 1200 Business- und 200 V.I.P.-Sitze. Es sollte alle internationalen Vorgaben erfüllen. Die Gesamtkosten sollten bei elf Milliarden HUF (ca. 34,2 Mio. Euro) liegen. Die Ausgaben sollten sich innerhalb von zwanzig Jahren rentieren. Einen Umbau des Puskás Ferenc Stadion erachtete man zu diesem Zeitpunkt als nicht rentabel. Letztendlich wurden die Planungen für einen Neubau nicht umgesetzt.
2011 gab die UEFA bekannt, dass zum 60. Jubiläum der Fußball-Europameisterschaft der Wettbewerb des Jahres 2020 in Stadien verschiedener Länder Europas ausgetragen werden soll. Im Frühjahr 2014 bewarb sich der ungarische Verband MLSZ mit dem zukünftigen Stadion als Spielort der Fußball-Europameisterschaft 2021.
Zuvor wurde am 23. April 2013 vom Politiker László Vigh der Bau eines neuen Nationalstadions mit 65.000 Plätzen verkündet. Nachdem Konzepte eines kompletten Neubaus sowie eines Umbaus des bisherigen Stadions verworfen wurden, gab man der Variante Stadion im Stadion den Vorzug, da diese als am schnellsten und kostengünstigsten realisierbar angesehen wurde. In dem zwischen der Mauer des alten und des neuen Stadions entstehenden Ring sollen auf Zehntausenden Quadratmetern Turnhallen und Wettkampfplätze entstehen, die unter anderem Trainingsmöglichkeiten für Eishockeyspieler, Tischtennisspieler, Fechter, Boxer und Ringer bieten. Eine Besonderheit der Arena soll eine rund einen Kilometer lange beleuchtete Panoramalaufbahn auf dem Dach sein. Der Bau sollte Ende 2014 starten und nach drei Jahren abgeschlossen sein. Die Regierung ging von einem Baupreis pro Platz von 3000 bis 4000 Euro aus, was Gesamtkosten von 60 bis 80 Mrd. HUF (ca. 180 bis 240 Mio. Euro) ergeben hätte. Mit weiteren Investitionen wie u. a. in Parkplätze könnten die Kosten auf 70 bis 90 Mrd. HUF (rund 210 bis 270 Mio. Euro) steigen. Am 31. Juli 2014 stellte das Nemzeti Sportközpontok (deutsch Nationales Sportzentrum) den finalen Entwurf des neuen Stadions vor. Der Architekt ist György Skardelli vom Architekturbüro KÖZTI. Skardelli war auch federführend bei der Gestaltung der benachbarten Mehrzweckhalle Papp László Budapest Sportaréna. Am 19. September 2014 verkündete die UEFA in Person von Präsident Michel Platini in Genf die damals noch 13 Austragungsorte der Fußball-EM 2020. Mit dabei die ungarische Hauptstadt mit der Puskás Aréna. Es sollen drei Gruppenspiele und ein Achtelfinale stattfinden.
Im Mai 2015 meldete die Tageszeitung Nepszabadsag unter Berufung auf den für das Projekt zuständigen Politiker Balázs Fürjes, dass die Pläne für den Stadionbau vereinfacht werden sollen. Hintergrund waren die enorm gestiegenen Kosten, wodurch die ursprünglich angesetzten 100 Mrd. HUF mittlerweile nur noch zwei Drittel der Kosten abdecken würden. Am Konzept, ein neues Stadion innerhalb des alten zu bauen, würde weiterhin festgehalten, allerdings sollen ursprünglich geplante Einrichtungen für Sportarten außerhalb vom Fußball gestrichen werden.
Mitte Dezember 2016 meldete die ungarische Website 444.hu, dass die geplante Bauzeit von 32 auf 35 Monate verlängert werden musste. Da das Stadion nach den Regeln der UEFA spätestens sechs Monate vor dem EM-Turnier (Deadline: Dezember 2019) fertig sein muss, würde die Verzögerung die Bauherren in Schwierigkeiten bringen. Es musste noch ein ausführendes Bauunternehmen gefunden werden und die Grundsteinlegung stand auch noch aus. Die ungarische Regierung ging von der Fertigstellung Ende 2019 aus. Im Februar 2017 gab János Lázár, Leiter der Staatskanzlei von Viktor Orbán, bekannt, dass sich die bisher geplanten Kosten von 100 Mrd. HUF (rund 303 Mio. Euro) auf mittlerweile 190 Mrd. HUF (etwa 576 Mio. Euro) fast verdoppelt haben.

### Bau
Anfang April 2017 stand der Baubeginn kurz bevor. Am 3. April wurde ein Vertrag mit den Bauunternehmen ZÁÉV Építőipari Zrt. und Magyar Építő Zrt. geschlossen. Das Gesamtbudget im Vertrag wies eine Höhe von 183,35 Mrd. HUF (rund 556 Mio. Euro) auf. Mit 142,85 Mrd. HUF (ca. 433 Mio. Euro) wird davon der größte Anteil aus Steuergeldern finanziert, die restlichen 40,5 Mrd. HUF (etwa 123 Mio. Euro) stammen aus dem Staatshaushalt. Fünf Prozent der Summe wurden als Reserve für zusätzliche, ungeplante Ausgaben zurückgestellt. Jeder Tag einer verspäteten Fertigstellung nach der Deadline hätte die Bauunternehmen 142 Mio. HUF (fast 431.000 Euro) gekostet. Ein weiteres Problem griffen die Medien auf. Für den Neubau wurden nur 500 neue Parkplätze eingeplant. Dies ist ein Verhältnis von einem Parkplatz für 134 Besucher. Die Besucher werden gezwungen zu Fuß zu kommen oder den öffentlichen Personennahverkehr zu nutzen. Der Nationale Sportkomplex ist aber gut an Bus-, Straßenbahn- und Schienenverbindungen, wie den nahegelegenen Budapest Keleti pályaudvar (deutsch Budapester Ostbahnhof), angeschlossen.
Am 29. Juni 2018 wurde von Balázs Fürjes das eintrittsfreie Besucherzentrum im Umfeld des Stadions eröffnet, das unter anderem Erinnerungsstücke von Ferenc Puskás und der Goldenen Elf der 1950er Jahre beherbergt. Mittels 3D- und Virtual-Reality-Technik konnte man einen Blick in die zukünftige Fußballarena werfen. Laut Fürjes seien von der Planung bis zur Ausführung nur einheimische Spezialisten beteiligt, insgesamt sind 10.000 Menschen in dem Projekt involviert.
Mitte Dezember 2018 machte sich eine gemeinsame Delegation des ungarischen Fußballverbandes MLSZ und des ungarischen Sportjournalistenverbandes (Magyar Sportújságírók Szövetsége, MSÚSZ) ein Bild vom Stand der Bauarbeiten. Der verantwortende Architekt György Skardelli stellte persönlich die Infrastruktur der neuen Einrichtung für Print- und elektronische Presse, Fotografen und Fernsehübertragungen vor. Gegenüber dem alten Stadionbau haben sich die Arbeitsbedingungen für die Journalisten enorm verbessert und entsprechen den UEFA-Anforderungen.
Nach einem Besuch der Baustelle im Mai 2019 zeigte sich die UEFA zufrieden mit dem Fortschritt der Arbeiten. Im September des Jahres war der Rasen verlegt und die roten Kunststoffsitze auf den Rängen sowie die vier großen Videowände montiert. Der Bau lässt sich außen in verschiedenen Farben beleuchten. Der Innenraum des Stadions mit den drei übereinander angeordneten Zuschauerrängen erinnert an die Allianz Arena in München.

### Eröffnung
Am 15. November 2019 wurde das Stadion mit einem Freundschaftsspiel der ungarischen Fußballnationalmannschaft gegen Uruguay eröffnet. Die Partie war gleichzeitig das Abschiedsspiel des früheren Mittelfeldspielers Zoltán Gera (97 Länderspiele und 26 Tore), der gegenwärtig der Trainer der ungarischen U-21-Fußballnationalmannschaft der Männer ist. Am Morgen des 25. Oktober startete der Vorverkauf zu diesem Spiel. Am Nachmittag des Tages waren bereits 25.000 Eintrittskarten verkauft, so der ungarische Fußballverband. Es gingen nur 40.000 Karten in den freien Verkauf, die in wenigen Tagen vergriffen waren. Der MLSZ behielt 28.000 Karten und verteilte sie u. a. an lokale Sportvereine und am Bau beteiligte Firmen. Die Fertigstellung fand im Zeitraum Ende Oktober / Anfang November statt.
Die Ungarn unterlagen bei der Stadionpremiere mit 1:2 gegen die Südamerikaner. Das erste Tor erzielte in der 15. Minute der Stürmer Edinson Cavani. Den Treffer für die Gastgeber markierte der Bundesliga-Profi Ádám Szalai. Das Stadion war mit 67.156 Zuschauern ausverkauft.

## Nutzung

### Endspiele im ungarischen Fußballpokal
Am 3. Juni 2020 standen sich im Endspiel des ungarischen Fußballpokal die Mannschaften von Honvéd Budapest und dem Mezőkövesd-Zsóry SE (2:1) gegenüber. Aufgrund der COVID-19-Pandemie waren im Stadion nur 10.000 Zuschauer zugelassen. Seitdem ist die Puskás Aréna Austragungsort des Pokalendspiels.
- 2019/20, 03. Juni 2020: Honvéd Budapest – Mezőkövesd-Zsóry SE 2:1[23]
- 2020/21, 03. Mai 2021: Újpest Budapest – Fehérvár FC 0:1 (0:0, 0:0) n. V.[24]
- 2021/22, 11. Juni 2022: Paksi FC – Ferencváros Budapest 0:3[25]
- 2022/23, 03. Mai 2023: Budafoki MTE – Zalaegerszegi TE FC 0:2 (0:0, 0:0) n. V.[26]
- 2023/24, 15. Mai 2024: Paksi FC – Ferencváros Budapest 2:0 (0:0, 0:0) n. V.[27]
- 2024/25, 14. Mai 2025: Paksi FC – Ferencváros Budapest 4:3 (1:0, 1:1, 1:1) i. E.[28]

### UEFA Super Cup 2020
Am 17. Juni 2020 verlegte die UEFA das Spiel um den UEFA Super Cup 2020 vom Estádio do Dragão in Porto in das Stadion von Budapest. Die Partie wurde am 24. September ausgetragen. Der Champions-League-Sieger FC Bayern München gewann mit 2:1 n. V. gegen Europa-League-Gewinner FC Sevilla. Im Stadion waren 15.180 Zuschauer anwesend.

### UEFA Champions League 2020/21
Nach der Genehmigung der UEFA durfte Ferencváros Budapest zwei seiner drei Heimspiele in der Gruppenphase der UEFA Champions League 2020/21 in der Puskás Aréna austragen. Die Partie gegen Juventus Turin (1:4) am 4. November und die Begegnung gegen den FC Barcelona (0:3) am 2. Dezember 2020 fanden im Nationalstadion statt. Das Spiel gegen Dynamo Kiew (2:2) am 28. Oktober wurde in der Heimspielstätte von Ferencváros, der Groupama Aréna, ausgetragen.
Darüber hinaus fanden zwei Achtelfinalspiele in der Puskás Aréna statt. Aufgrund der COVID-19-Pandemie und der in England weit verbreiteten Virusmutation B.1.1.7 wurden den Clubs FC Liverpool und Manchester City keine Einreisegenehmigung nach Deutschland erteilt. Aus diesem Grund kann das Hinspiel der Partie RB Leipzig gegen den FC Liverpool am 16. Februar 2021 nicht in der RB Arena in Leipzig und das Hinspiel der Begegnung Borussia Mönchengladbach gegen Manchester City am 24. Februar 2021 nicht im Borussia-Park ausgetragen werden. Beide Spiele fanden stattdessen in der Puskás Aréna statt.
Auch das Rückspiel der Begegnung zwischen dem FC Liverpool und dem RB Leipzig (2:0) am 10. März wurde in der Arena in Budapest ausgetragen. Da das Spiel nicht in Liverpool stattfand, muss der RB Leipzig eine Entschädigung von etwa 1,5 Mio. Euro an den LFC zahlen. Am 10. März gab Borussia Mönchengladbach bekannt, dass auch das Rückspiel am 16. März zwischen Manchester City und der Borussia in der Budapester Arena stattfinden wird. Wie der RB Leipzig muss auch Borussia Mönchengladbach eine Entschädigung an seinen Gegner zahlen.

### Fußball-Europameisterschaft 2021
Die Budapester Fußballarena war neben der Allianz Arena in München Schauplatz der Vorrundengruppe F. Hinzu kam ein Spiel im Achtelfinale. Mitte März 2020 wurde die Europameisterschaft wegen der COVID-19-Pandemie um ein Jahr verschoben und daher vom 11. Juni bis 11. Juli 2021 ausgetragen.
|                                                |   |            |           |
| Di. 15. Juni 2021 um 18:00 Uhr – Gruppe F      |   |            |           |
| Ungarn                                         | – | Portugal   | 0:3 (0:0) |
| Sa., 19. Juni 2021 um 15:00 Uhr – Gruppe F     |   |            |           |
| Ungarn                                         | – | Frankreich | 1:1 (1:0) |
| Mi., 23. Juni 2021 um 21:00 Uhr – Gruppe F     |   |            |           |
| Portugal                                       | – | Frankreich | 2:2 (1:1) |
| So., 27. Juni 2021 um 18:00 Uhr – Achtelfinale |   |            |           |
| Niederlande                                    | – | Tschechien | 0:2 (0:0) |

### Endspiel der UEFA Europa League 2022/23
Am 2. März 2020 vergab die UEFA das Endspiel der UEFA Europa League 2021/22 an Budapest mit dem neuen Nationalstadion. Durch die COVID-19-Pandemie wurde Budapest erst ein Jahr später Schauplatz des europäischen Endspiels der UEFA Europa League 2022/23. In der Partie am 31. Mai 2023 standen sich vor 61.476 Zuschauern der spanische Rekordsieger FC Sevilla und der italienische Vertreter AS Rom, im Vorjahr Gewinner der UEFA Europa Conference League, gegenüber. Nach 90 Minuten und einem Spielstand von 1:1 ging die spannende und umkämpfte Begegnung in die Verlängerung, die auch keine Entscheidung brachte. Im Elfmeterschießen scheiterten die beiden Römer Gianluca Mancini und Roger Ibañez durch Paraden von Sevillas marokkanischen Tormann Bono. Den entscheidenden Strafstoß zum 4:1-Endstand verwandelte Gonzalo Montiel, der Argentinien schon bei der WM 2022 mit dem letzten Strafstoß im Elfmeterschießen zum Weltmeister schoss.

### Endspiel der UEFA Champions League 2025/26
Am 22. Mai 2024 vergab das UEFA Executive Committee in Dublin das Endspiel der UEFA Champions League 2025/26 an die ungarische Hauptstadt mit der Puskás Aréna.

## Daten
- Stand: 22. August 2016
- Das Stadion mit drei Tribünenringen hat eine maximale Kapazität von 67.155 Zuschauern auf Sitzplätzen.[42][1]
- Das Spielfeld hat die Maße 105 × 68 m.
- Es verfügt über 80 Logen (genannt Skyboxes)
- Es stehen 276 rollstuhlgerechte Plätze zur Verfügung. Zu jedem Platz gibt es auch einen Platz für einen Begleiter.
- Die vier unter dem Dach aufgehängten Videowände haben jeweils eine Fläche von 112 m².
- Im Stadion wurden 480 Bildschirme installiert.
- Das neue Nationalstadion bietet 974 Toiletten, 723 Pissoirs und 714 Waschbecken.
- In der Puskás Aréna wurden 27 Aufzüge verbaut.
- Für das Stadion wurden 130.000 m³ Beton, 19.000 t Bewehrungsstahl und 12.000 t Baustahl verbaut.
- 38 Pylone mit jeweils einer Höhe von 40 m bilden das äußere Korsett. Fast 1600 Pfähle wurden für die Errichtung im Erdboden versenkt.
- Die Ausmaße betragen 316,50 m in der Länge, die Breite beträgt maximal 261,30 m und am höchsten Punkt ragt das Puskás Ferenc Stadion 50,70 m in die Höhe.
- Die Grundfläche des Neubaus beträgt 60.703 m². Die Bruttogrundfläche liegt bei 208.010 m²
- Die stählerne Dachkonstruktion deckt eine Fläche von 57.142 m² ab.
- Es wurden 556 neue Parkplätze geschaffen.

## Galerie

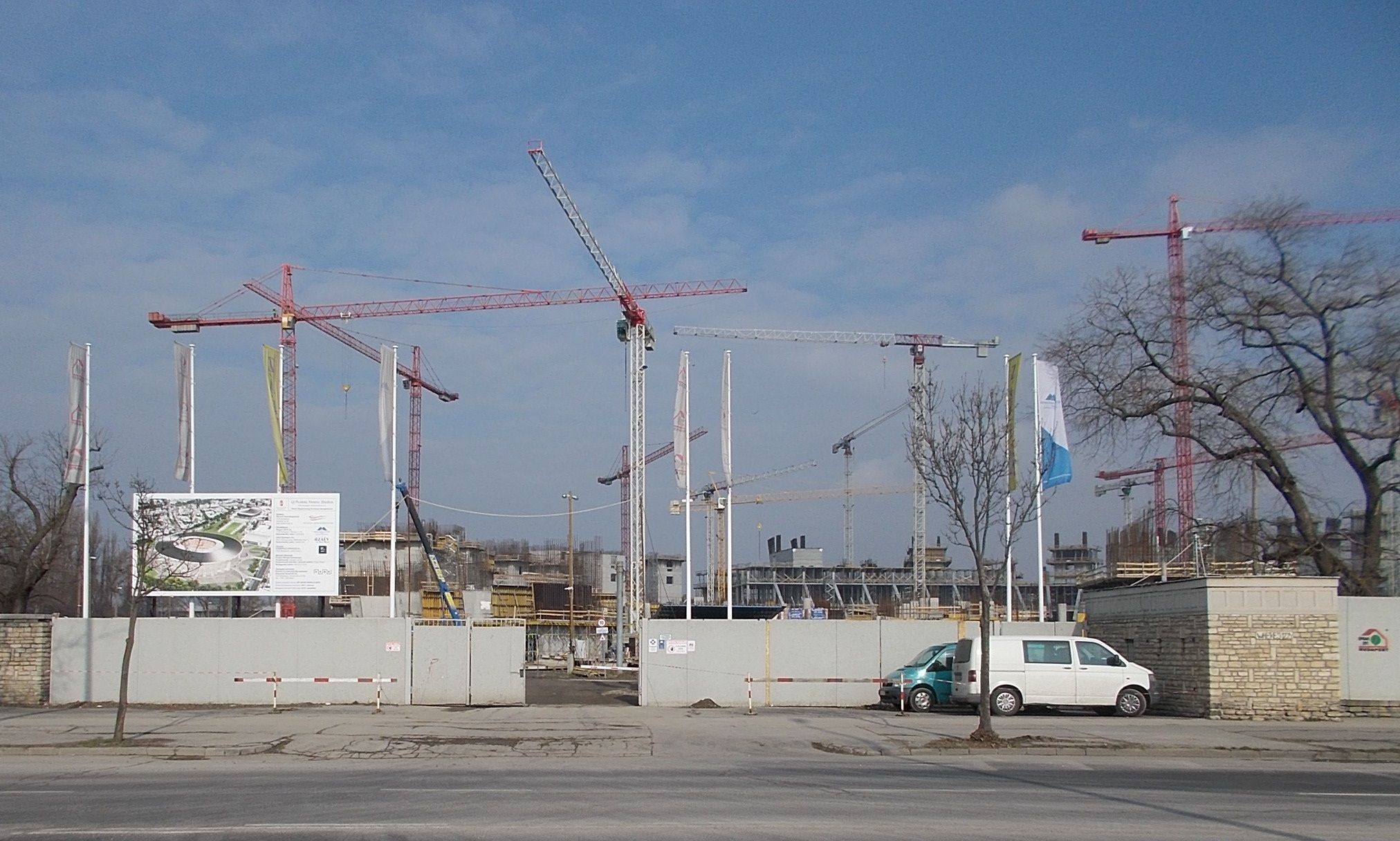
Februar 2018
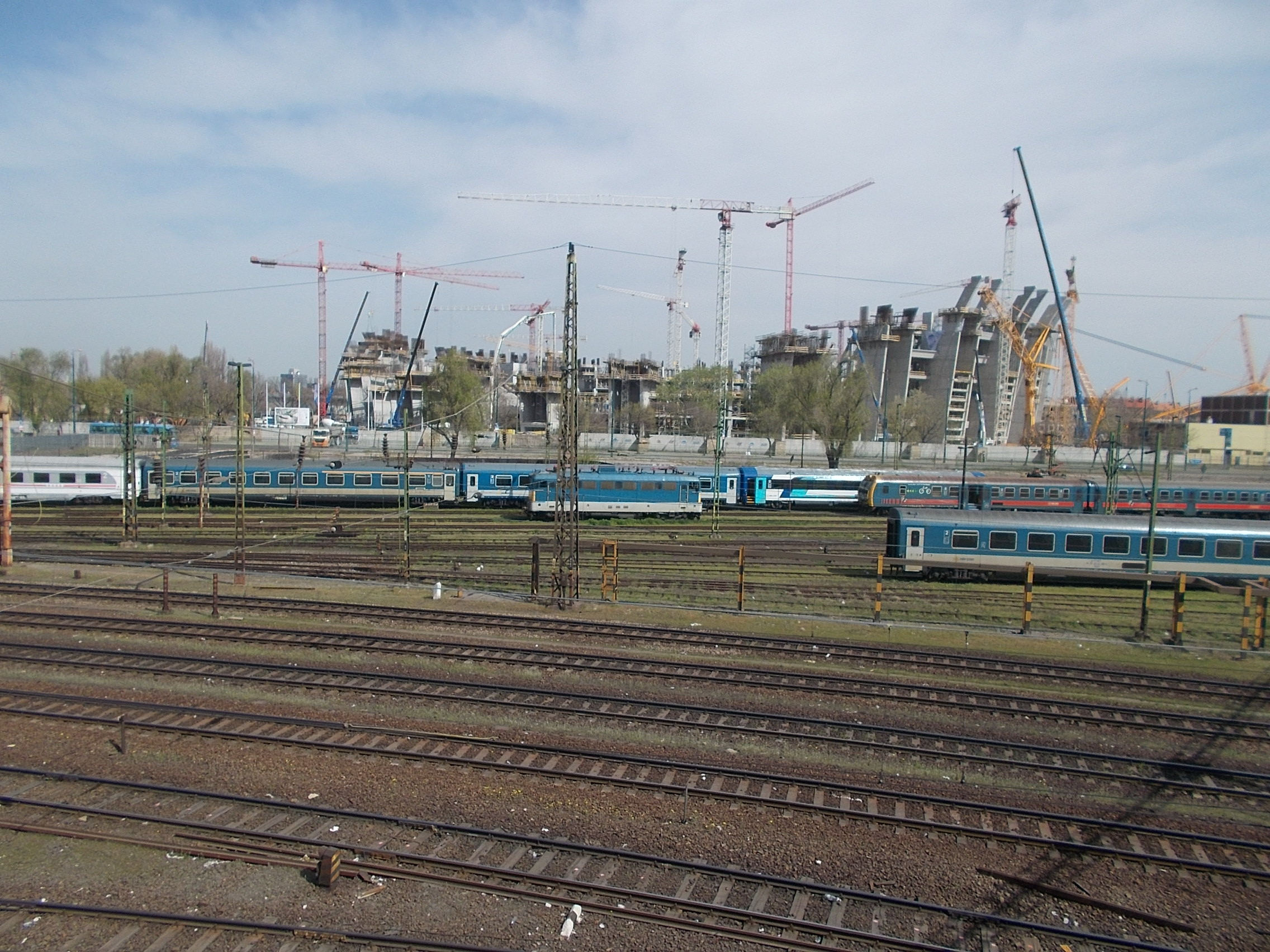
April 2018
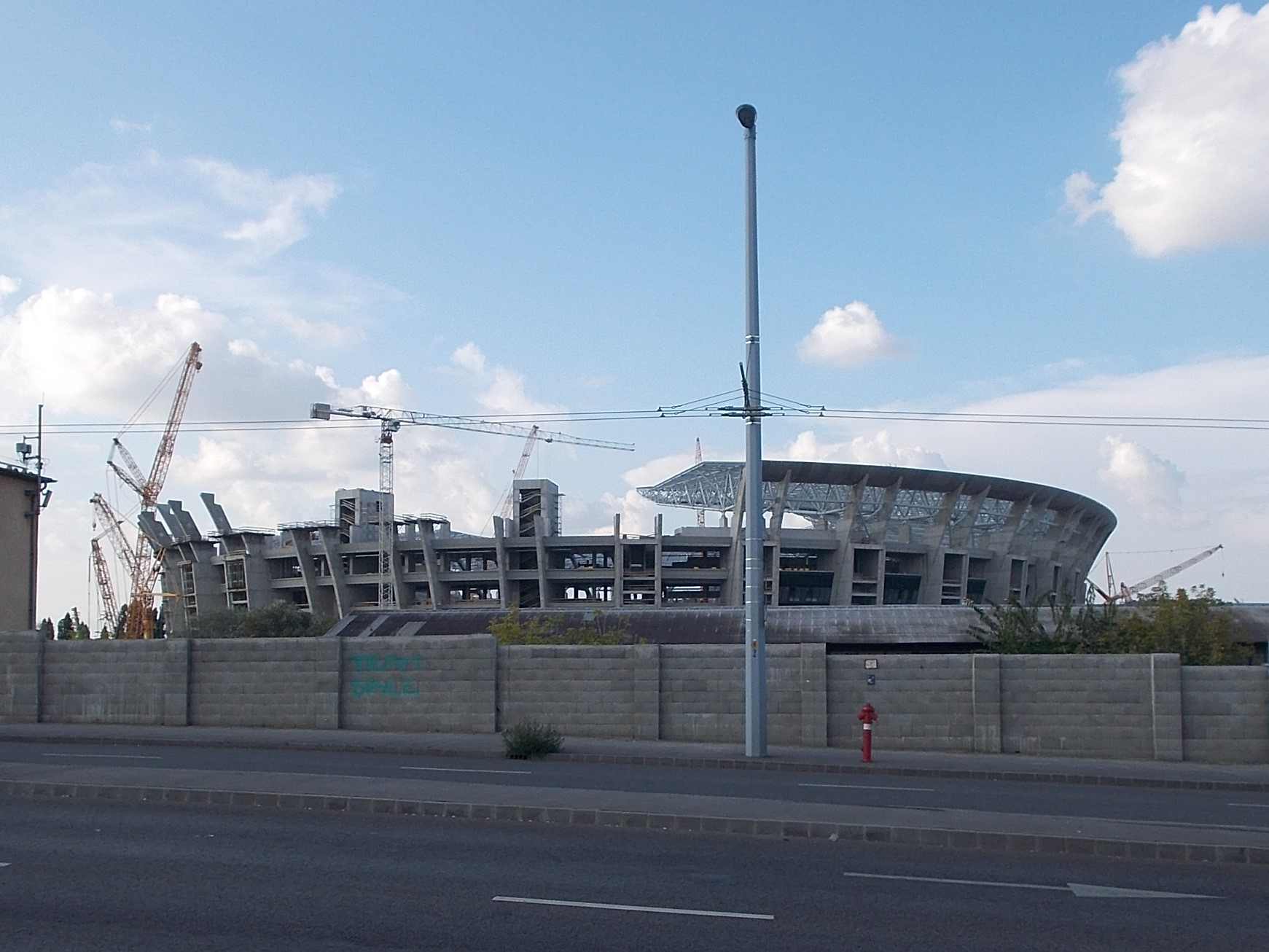
September 2018
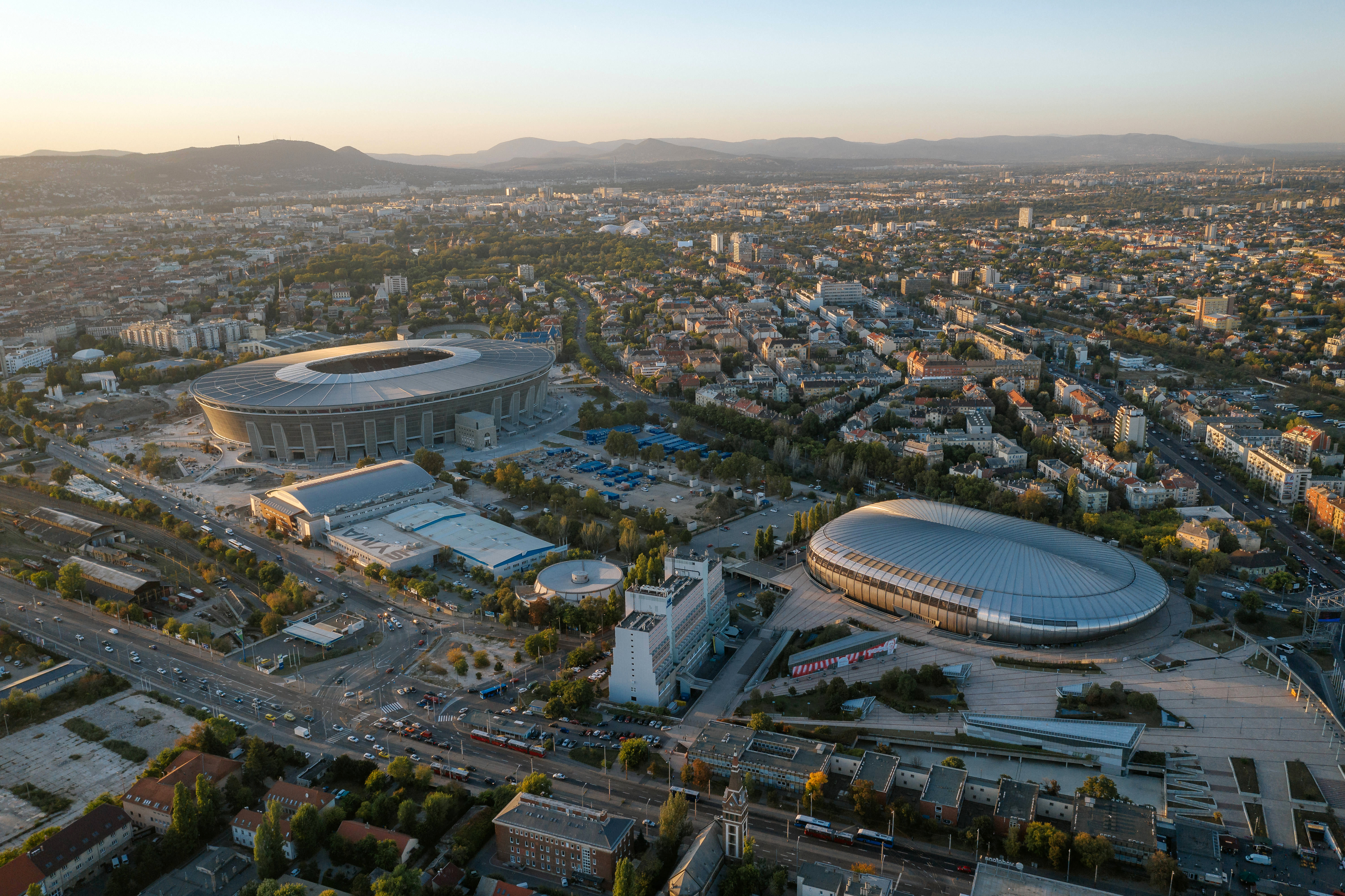
Die Puskás Aréna im Oktober 2019 mit der BOK Sportcsarnok (Mitte) und der Papp László Budapest Sportaréna (rechts)
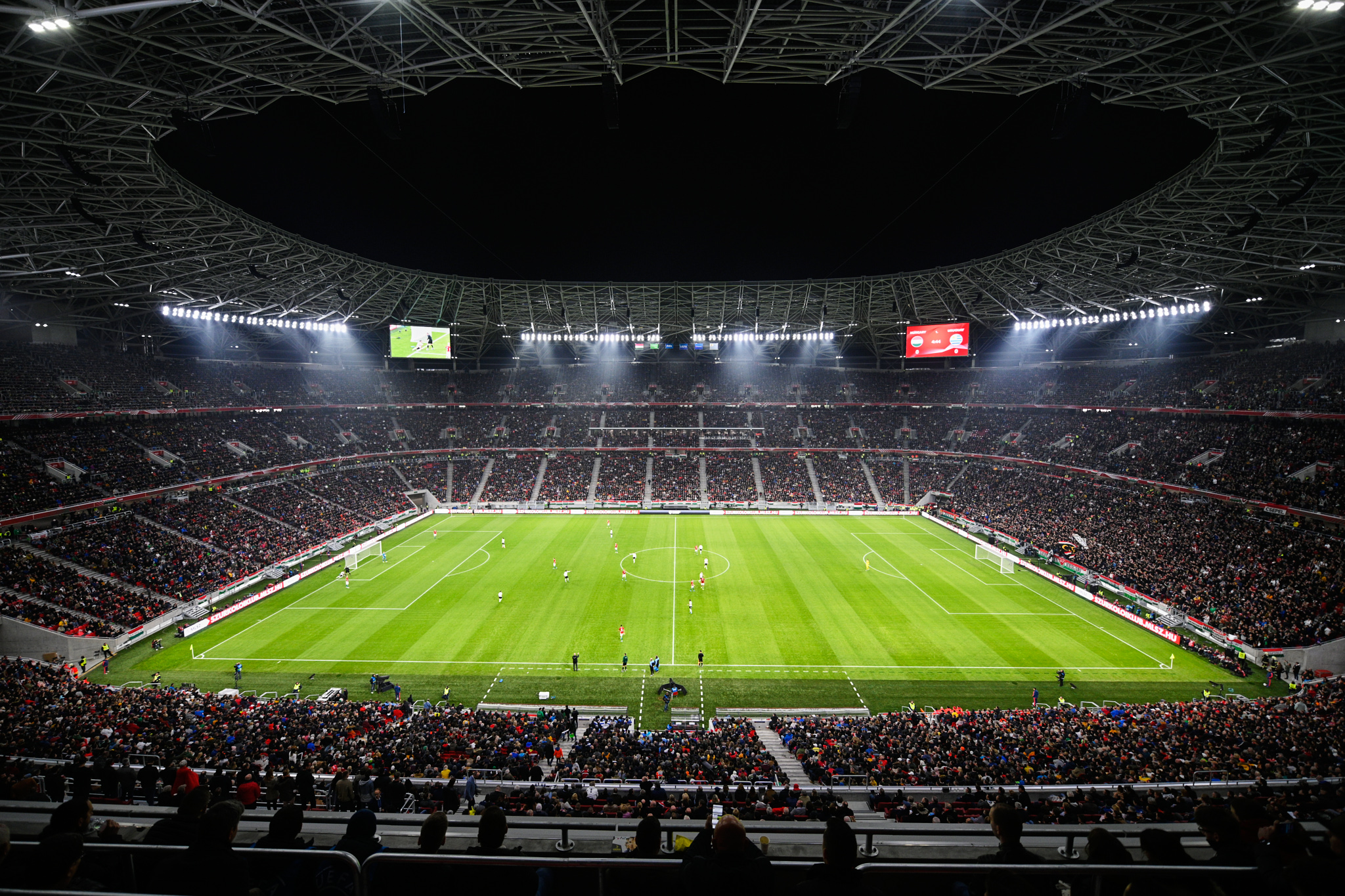
November 2019
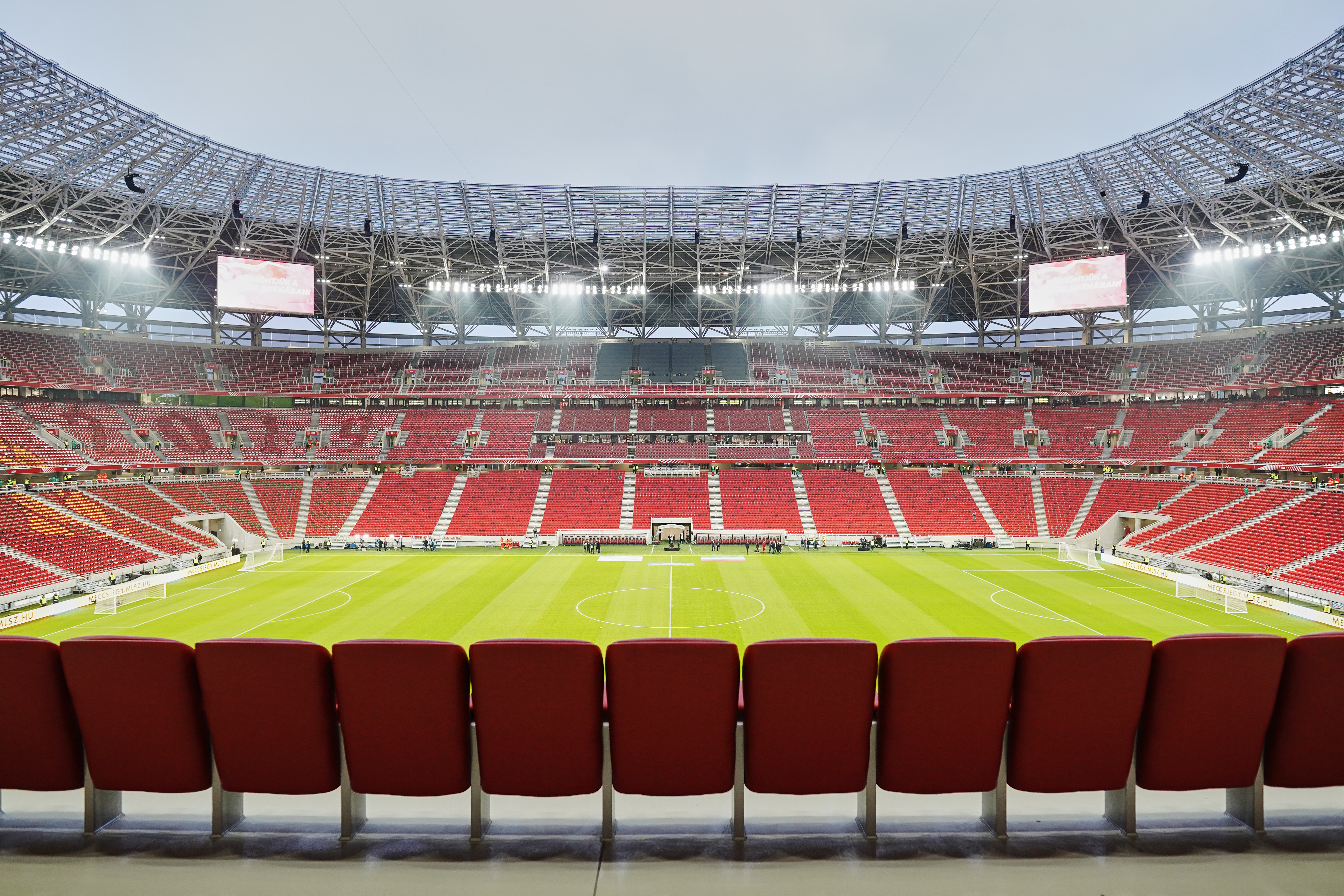
November 2019
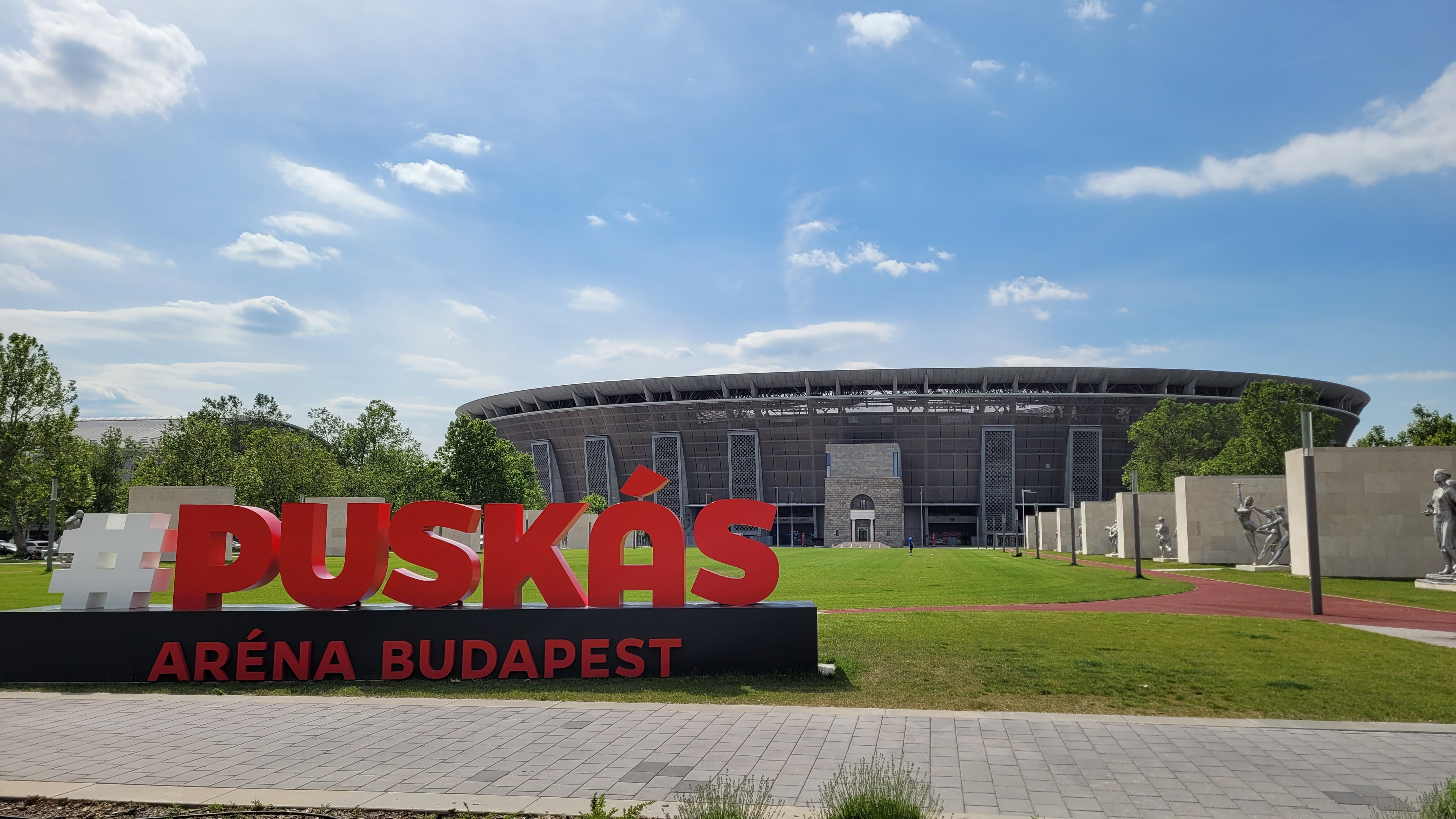
Juni 2022
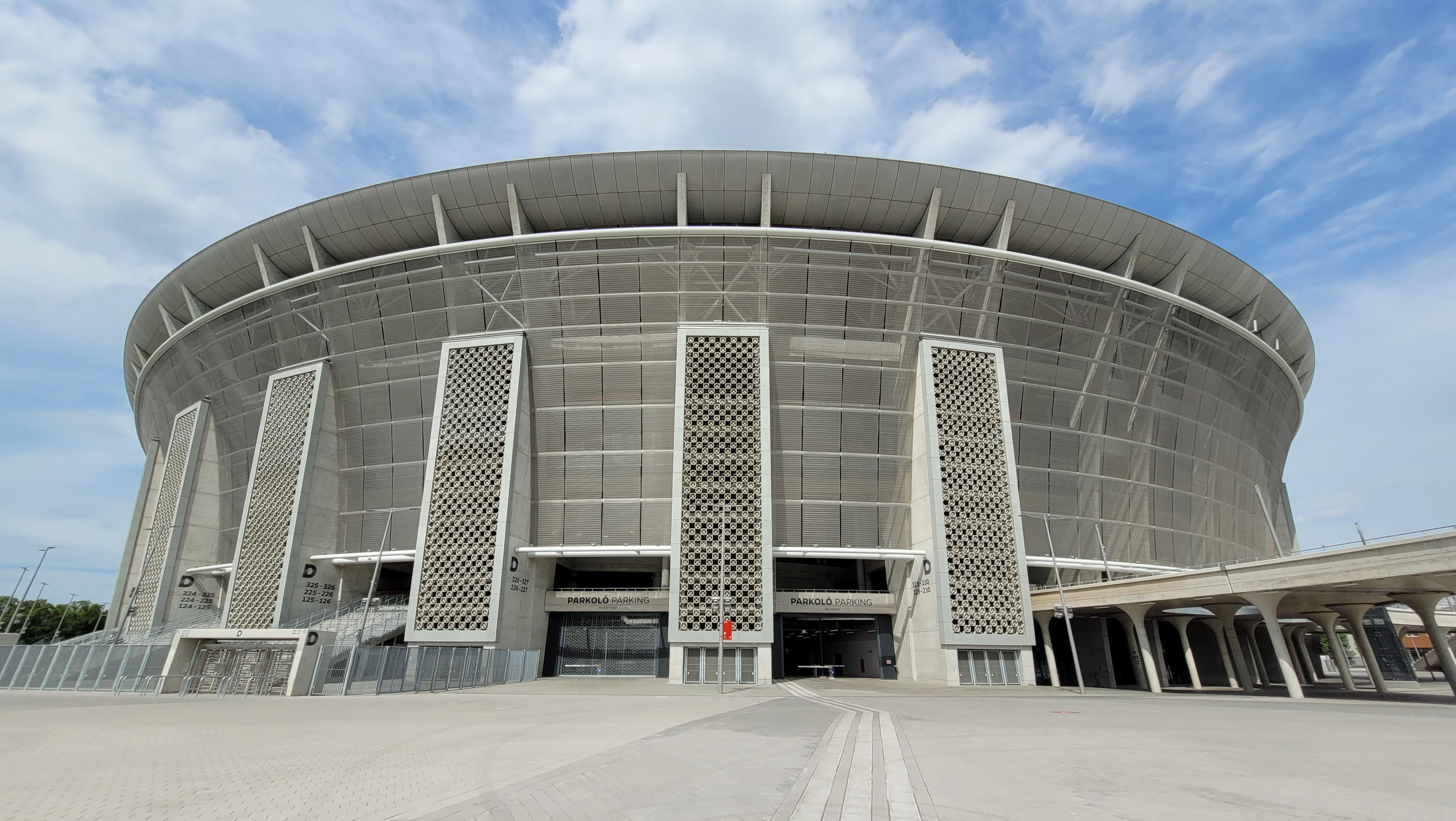
Juni 2022
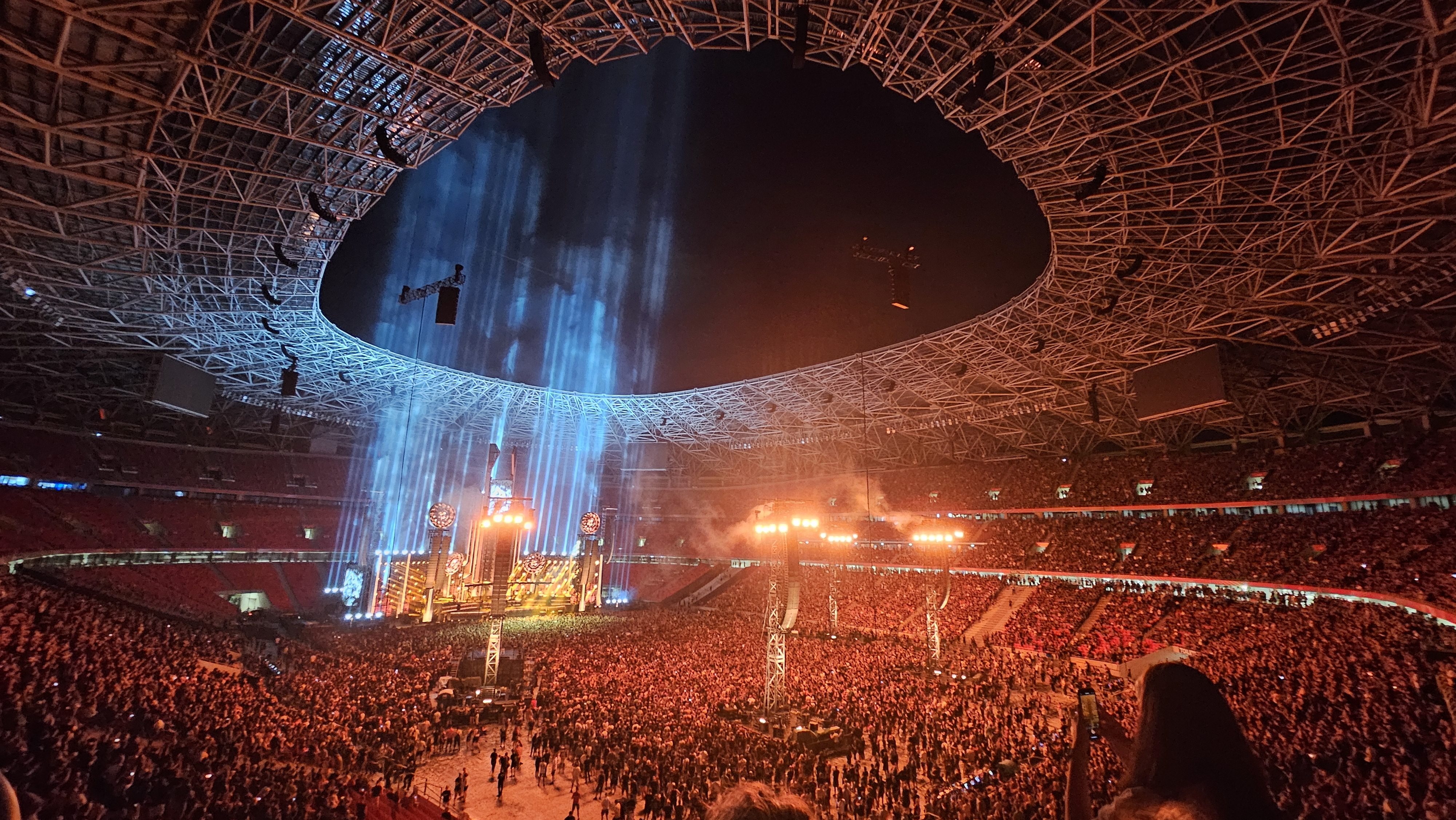
Konzert von Rammstein im Juli 2023